# A Better Life
A Better Life är en amerikansk dramafilm från 2011, regisserad av Chris Weitz Manuset, som ursprungligen känt som The Gardener, skrevs av Eric Eason efter en berättelse av Roger L. Simon. Huvudrollsinnehavaren, Demián Bichir nominerades till en Oscar i kategorin Bästa manliga huvudroll.

## Handling
Trädgårdsmästaren Carlos Galindo (Demián Bichir) försöker hålla sin tonårsson Luis (José Julián) borta från kriminella gäng medan han försöker ge sonen de möjligheter han själv inte haft. Han köper ett trädgårdsmästarföretag och anställer en person, som stjäl hans bil och säljer den. Carlos och Luis hittar bilen och stjäl tillbaka den, men blir stoppade av polisen och Carlos blir deporterad till Mexiko. Luis blir omhändertagen av sin faster Anita. I slutet av filmen ser man hur Carlos försöker ta sig tillbaka till USA.

## Medverkande
- Demián Bichir som Carlos Galindo
- José Julián som Luis Galindo
- Carlos Linares som Santiago
- Eddie "Piolín" Sotelo som sig själv
- Joaquín Cosio som Blasco Martinez
- Nancy Lenehan som Mrs. Donnely
- Gabriel Chavarria som Ramon
- Bobby Soto som Facundo
- Chelsea Rendon som Ruthie Valdez
- Kimberly Morales som Julia Blanco
- Lizbeth Leon som Lily Castillo